# San Miguel Acatán
San Miguel Acatán é uma cidade da Guatemala do departamento de Huehuetenango.